# Gobernación de Suez
La Gobernación de Suez (en idioma árabe: محافظة السويس) es una de las veintisiete gobernaciones de la República Árabe de Egipto. Está situada en el nordeste del país, al este del delta del Nilo, y posee costas al norte del golfo de Suez. Su capital es la ciudad de Suez. 

## Distritos con población estimada en julio de 2017
- Al-Arba'īn 266,576
- Al-Janāyin 132,091
- Suez 81,892
- 'Atāqah 70,167
- Fayṣal 180,033

## Distritos
- Al-Arba'īn
- Al-Janāyin
- Suez
- 'Atāqah
- Fayṣal

## Economía y transportes
En 1975, fue establecida la «Zona Pública Libre de Suez», que está dividida en dos partes: Port Tewfik (con un área de 75.660 m²), adyacente al puerto de Suez, y Adabeya (con un área de 247.208 m²). Está comunicada con otras gobernaciones de Egipto mediante carreteras principales y ferrocarriles. Hay cinco puertos en Suez: El-Sokhna, Tewfiq, Adabeya (puerto petrolífero), y El-Atka (puerto de pesca).
Sus recursos naturales incluyen la caliza, la arcilla, el carbón, el petróleo, el mármol, y la cal. Las atracciones tutísticas son El-Ein el área El-Sokhna, (un centro importante recreacional y médico) y una variedad de sitios históricos como Moises's Springs, el palacio de Muhammad Aly, la Iglesia Católica y la Colina Judaica en El-Khoor.

## Demografía
Su extensión territorial abarca una superficie de unos 17.840 kilómetros cuadrados, en la que viven 510.935 personas (según las cifras que arrojó el censo del año 2006); su densidad poblacional es de veintiocho habitantes por kilómetro cuadrado.